# Protomeloe crowsoni
Protomeloe crowsoni is een keversoort uit de familie van oliekevers (Meloidae). De wetenschappelijke naam van de soort is voor het eerst geldig gepubliceerd in 1965 door Abdullah.